# Żyrardów
Żyrardów is een stad in het Poolse woiwodschap Mazovië, gelegen in de powiat Żyrardowski. De oppervlakte bedraagt 14,35 km², het inwonertal 41.426 (2005).

## Geschiedenis
De plaats werd in 1833 gesticht als Ruda Guzowska door de gebroeders Łubienski rond de linnenweverij die hier sinds 1829 al bevond en een van de grootste en modernste van het Europa van die tijd was. Een van de directeuren van deze fabriek was de Franse uitvinder Philippe de Girard (uit de plaats Lourmarin), die onder andere de linnengarenverwerkingsmachine ontwikkelde. Gedurende de 19e eeuw ontwikkelde de plaats zich tot een belangrijke textielmolenstad in Polen. Ter ere van Girard werd Ruda Guzowska hernoemd naar Żyrardów, een toponiem dat werd afgeleid van de Poolse schrijfwijze van Girard's naam.
In de tweede helft van de 19e eeuw werd de fabriek overgenomen door twee Duitse industriëlen; Karl August Dittrich en Karl Hielle en werd de weverij uitgebouwd en een fabrieksnederzetting opgericht. In deze fabrieksnederzetting bevonden zich arbeidershuisjes, woongebouwen voor het hogere personeel, kerken, scholen, een peuterschool, een ziekenhuis en verschillende dienstverlenende bedrijven. Deze fabrieksnederzetting vormt nu het centrum van Żyrardów. In 1916 kreeg de plaats stadsrechten.
Op 13 september 1939 werd de stad veroverd door nazi-Duitsland. In 1941 werden de woonachtige Joden van de stad gedeporteerd naar het Getto van Warschau.
De meeste monumenten van Żyrardów bevinden zich in de industrienederzetting uit de 19e en begin 20e eeuw. De stad heeft een museum dat zich bevindt in het voormalige paleis van fabriekseigenaar Dittrich.

## Geboren
- Leszek Miller (1946), politicus
- Rafał Ratajczyk (1983), baanwielrenner

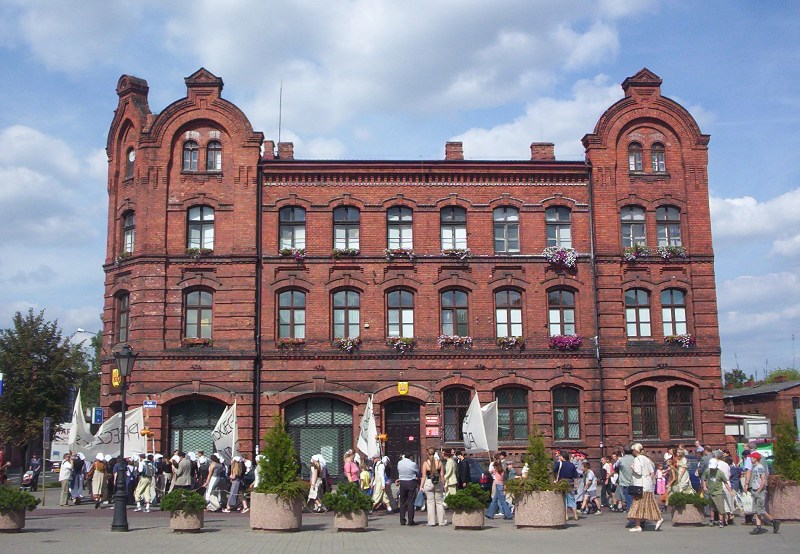
Staking bij de textielfabriek

- Gosia Rdest (1993), autocoureur

## Verkeer en vervoer
- Station Żyrardów